# Robert K. Stone
Pour les articles homonymes, voir Stone.

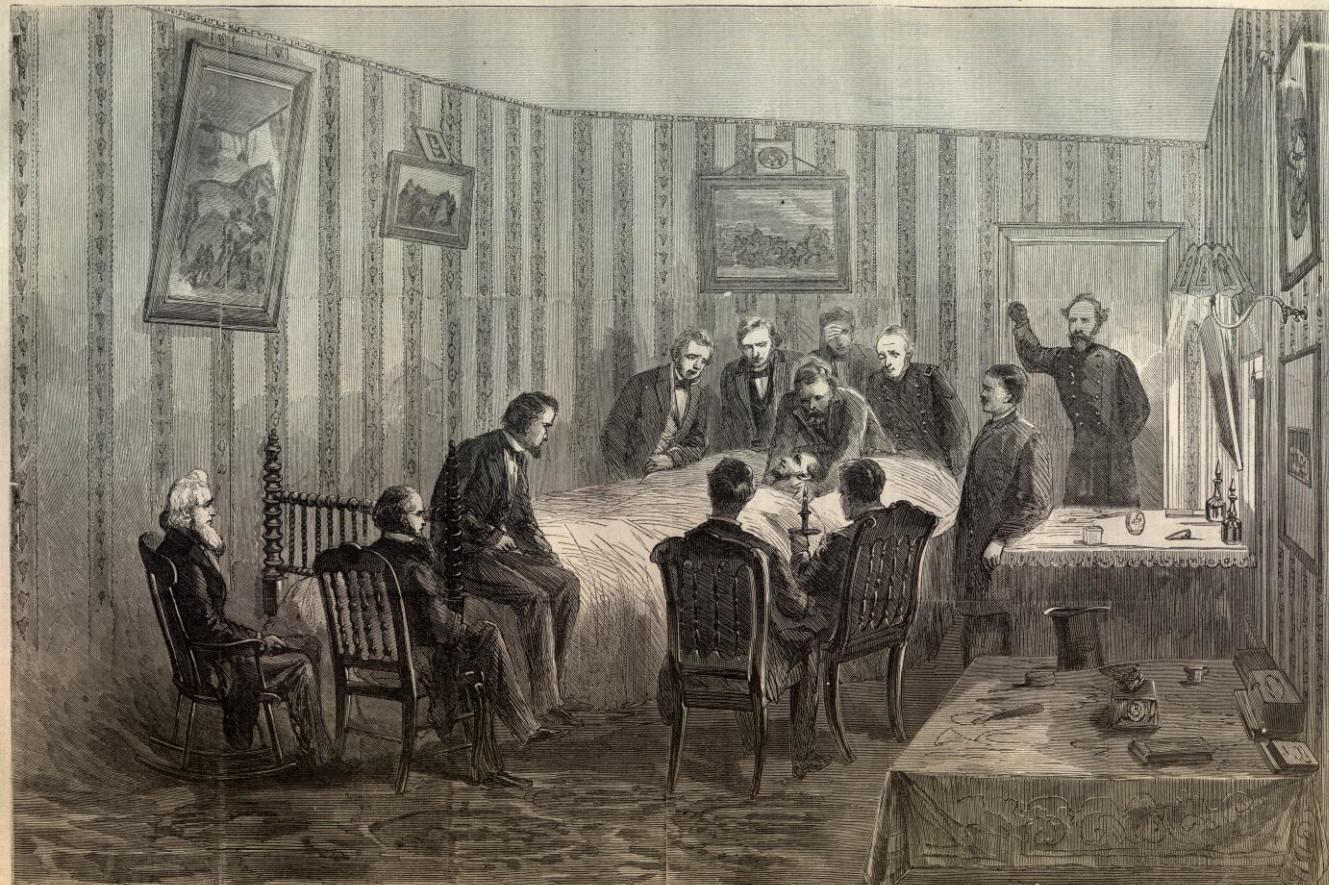
Le président Lincoln, entouré de médecins et d'officiers sur son lit de mort

Robert K. Stone est un médecin du XIXe siècle, professeur au Columbia Medical College. Il était le médecin personnel du président Abraham Lincoln et de sa famille. En tant que tel, il dirigea l'équipe de médecins qui entouraient le président, après l'attentat qui devait lui coûter la vie, le 14 avril 1865.